# Kaori Nazuka
Kaori Nazuka (japonais : 名塚 佳織 (Nazuka Kaori)), née le 24 avril 1985 à Tokyo , est une actrice japonaise et doubleuse Seiyū. 
Elle est surtout connue pour son rôle de Nunnally Lamperouge dans Code Geass: Lelouch of the Rebellion et de Eureka dans Eureka Seven. Elle a également exprimé Miyu Kozuki dans OVNI Baby, Cosette dans "Les Misérables": Shōjo Cosette, Yui Kotegawa dans De Love-Ru, l'héroïne de l'Amnésie, et Miyu Edelfelt dans Fate/kaleid liner Prisma Illya.

## Biographie
Elle s'est mariée en février 2011, et sa fille est née le 1er janvier 2012.

## Filmographie

### Anime
| Année                      | Titre                                            | Rôle                                                | Remarques       | Source |        |
| -------------------------- | ------------------------------------------------ | --------------------------------------------------- | --------------- | ------ | ------ |
| 5 octobre 1998             | Ojarumaru                                        | Kimiko of the Big Dipper / Cochan                   |                 |        |        |
| 14 octobre 1999            | Now and Then, Here and There                     | Lala-Ru                                             |                 |        |        |
| 26 janvier 2000            | Carried by the Wind: Tsukikage Ran               | Saya                                                |                 |        |        |
| 28 mars 2000               | UFO Baby                                         | Miyu Kōzuki                                         |                 |        |        |
| 5 juillet 2001             | Fruits Basket                                    | Kisa Sohma                                          |                 |        |        |
| 13 août 2001               | Captain Kuppa                                    | Shakure                                             |                 |        |        |
| 10 janvier 2002            | Seven of Seven                                   | Nanapon                                             |                 |        |        |
| 5 avril 2002               | .hack//SIGN                                      | Subaru                                              |                 |        |        |
| 8 janvier 2003             | Nanaka 6/17                                      | Satsuki Arashiyama                                  |                 |        |        |
| 6 avril 2003               | Di Gi Charat Nyo!                                | Yu-Rei                                              |                 |        |        |
| 1er octobre 2003           | Avenger                                          | Chris                                               |                 |        |        |
| 4 octobre 2003             | Bottle Fairy                                     | Chiriri                                             |                 |        |        |
| 7 janvier 2004             | Jubei-chan                                       | Nazuka                                              | Saison 2        |        |        |
| 1er février 2004           | Futari wa Pretty Cure                            | Kyoko Mori                                          |                 |        |        |
| 4 avril 2004               | Legendz                                          | Van                                                 |                 |        |        |
| 5 avril 2004               | Madlax                                           | Anne Moré                                           |                 |        |        |
| 10 juin 2004               | Grrl Power                                       | Midori                                              | OAV             |        |        |
| 7 juillet 2004             | Galaxy Angel X                                   | Jibaku-chan                                         |                 |        |        |
| 1er août 2004              | Sweet Valerian                                   | Kate                                                |                 |        |        |
| 11 septembre 2004          | Windy Tales                                      | Nao Ueshima                                         |                 |        |        |
| 6 février 2005             | Pretty Cure Max Heart                            | Kyoko Mori                                          |                 |        |        |
| 10 février 2005–10         | Gag Manga Biyori                                 | Personnages divers                                  |                 | [ 4 ]  |        |
| 9 avril 2005–06            | Tsubasa Chronicle                                | Chi                                                 |                 | [ 5 ]  |        |
| 17 avril 2005              | Eureka Seven                                     | Eureka                                              |                 |        |        |
| 2 octobre 2005             | Canvas 2 ~Niji Iro no Sketch~                    | Elis Hōsen                                          |                 |        |        |
| 8 octobre 2005             | Blood+                                           | Sonya                                               |                 |        |        |
| 11 octobre 2005            | Noein                                            | Miho Mukai                                          |                 |        |        |
| 22 octobre 2005            | Mushishi                                         | Aya Tokzawa                                         |                 |        |        |
| 3 avril 2006               | Simoun                                           | Yun                                                 |                 |        |        |
| 3 avril 2006               | Zenmai Zamurai                                   | Wataamehime                                         |                 |        |        |
| 5 avril 2006               | .hack//Roots                                     | Shino                                               |                 | [ 6 ]  |        |
| 5 avril 2006               | Inukami!                                         | Nadeshiko                                           |                 |        |        |
| 26 juillet 2006            | Innocent Venus                                   | Sana Nobuto                                         |                 |        |        |
| 19 août 2006               | Le Chevalier D'Eon                               | Lorenza                                             |                 |        |        |
| 3 octobre 2006             | Ghost Hunt                                       | Mai Taniyama                                        |                 |        |        |
| 3 octobre 2006             | D.Gray-man                                       | Chomesuke                                           |                 |        |        |
| 5 octobre 2006             | Gin'iro no Olynssis                              | Tea                                                 |                 |        |        |
| 5 octobre 2006–08          | Code Geass                                       | Nunnally Lamperouge                                 |                 |        |        |
| 5 octobre 2006             | Sumomomo Momomo                                  | Tenten Koganei                                      |                 |        |        |
| 7 octobre 2006             | Hell Girl                                        | Yuriko Kanno                                        | Saison 2        |        |        |
| 1er janvier 2007–10        | Strike Witches series                            | Lynette Bishop                                      | OAV             | [ 7 ]  |        |
| 7 janvier 2007             | Les Misérables: Shōjo Cosette                    | Cosette                                             |                 |        |        |
| 7 janvier 2007             | Gakuen Utopia Manabi Straight!                   | Mai Takeuchi                                        |                 |        |        |
| 1er avril 2007             | GeGeGe no Kitaro                                 | Maiko                                               | 5eme TV series  |        |        |
| 2 avril 2007               | Idolmaster: Xenoglossia                          | Ami Futami                                          |                 |        |        |
| 3 avril 2007               | Over Drive                                       | Yuki Fukazawa                                       |                 |        |        |
| 3 avril 2007               | Kono Aozora ni Yakusoku wo: Yōkoso Tsugumi Ryō e | Akane Mitamura                                      |                 |        |        |
| 4 avril 2007               | Kishin Taisen Gigantic Formula                   | Sylvie Mirabeau                                     |                 |        |        |
| 5 avril 2007               | Darker than Black                                | Bai                                                 |                 |        |        |
| 8 avril 2007               | Bokurano                                         | Tsubasa                                             |                 |        |        |
| 3 juillet 2007–08          | Code-E                                           | Sonomi Kujo                                         |                 | ,      |        |
| 7 juillet 2007             | Moetan                                           | Alice Shiratori / Black darkness                    |                 | [ 10 ] |        |
| 1er octobre 2007           | Bamboo Blade                                     | Mei Ogawa                                           |                 |        |        |
| 2 octobre 2007             | Mokke                                            | Tomoko Iida                                         |                 |        |        |
| 6 octobre 2007             | Shugo Chara                                      | Misaki Watarai                                      |                 |        |        |
| 7 octobre 2007             | Rental Magica                                    | Lapis                                               |                 |        |        |
| 4 janvier 2008             | Hatenkō Yūgi                                     | Rudovika                                            |                 |        |        |
| 5 janvier 2008             | True Tears                                       | Hiromi Yuasa                                        |                 | [ 11 ] |        |
| 8 janvier 2008             | Spice and Wolf                                   | Chloe                                               |                 |        |        |
| 3 février 2008             | Mnemosyne                                        | Mishio Maeno                                        |                 |        |        |
| 4 avril 2008–15            | To Love-Ru series                                | Yui Kotegawa                                        | Aussi Darkness  | ,      |        |
| 6 avril 2008               | Zettai Karen Children                            | Carrie                                              |                 |        |        |
| 7 avril 2008               | Soul Eater                                       | Tsubaki Nakatsukasa                                 |                 | [ 14 ] |        |
| 10 avril 2008              | Library War                                      | Nonomiya                                            |                 |        |        |
| 4 juillet 2008–09          | Birdy the Mighty: Decode series                  | Capella Titis                                       |                 |        |        |
| 7 octobre 2008             | Earl and Fairy                                   | Banshee                                             |                 |        |        |
| 9 octobre 2008             | Tytania                                          | Lydia                                               |                 |        |        |
| 29 octobre 2008            | Master of Martial Hearts                         | Aya Iseshima                                        | OVA             | [ 15 ] |        |
| 2008                       | Shina Dark                                       | Christina Rey Holden                                |                 | [ 16 ] |        |
| 10 janvier 2009            | Chrome Shelled Regios                            | Saya                                                |                 |        |        |
| 2 avril 2009               | Pandora Hearts                                   | Flower Vendor Girl                                  |                 |        |        |
| 5 avril 2009               | Fullmetal Alchemist: Brotherhood                 | Maria Ross                                          |                 | [ 17 ] |        |
| 5 avril 2009               | Natsu no Arashi! series                          | Kaja Bergmann                                       |                 |        |        |
| 5 avril 2009               | Tears to Tiara                                   | Llyr                                                |                 |        |        |
| 5 avril 2009–10            | Beyblade: Metal Saga                             | Yu Tendo                                            |                 |        |        |
| 6 avril 2009               | 07-Ghost                                         | Libelle                                             |                 |        |        |
| 6 juillet 2009             | GA Geijutsuka Art Design Class                   | Miyabi Omichi                                       |                 | [ 18 ] |        |
| 1er octobre 2009–11        | Kampfer series                                   | Shizuku Sangō                                       |                 |        |        |
| 4 octobre 2009             | Heaven's Lost Property                           | Mizuki                                              |                 |        |        |
| 4 octobre 2009             | Miracle Train: ōedo-sen e Yōkoso                 | Mirai                                               |                 |        |        |
| 4 octobre 2009             | Yumeiro Patissiere                               | Miyabi Kashino                                      |                 |        |        |
| 12 octobre 2009 - En cours | Fairy Tail                                       | Jenny Realight                                      |                 |        |        |
| 1er juillet 2010–12        | Amagami SS                                       | Tsukasa Ayatsuji                                    | Aussi SS+       |        | [ 19 ] |
| 7 octobre 2010             | Otome Yōkai Zakuro                               | Tae                                                 |                 |        |        |
| 7 janvier 2011             | Gosick                                           | Orphelin                                            |                 |        |        |
| 6 avril 2011               | 30-sai no Hoken Taiiku                           | Natsu Andō                                          |                 |        |        |
| 7 avril 2011               | Sket Dance                                       | Kaoru Yagi                                          |                 |        |        |
| 11 avril 2011              | Yu-Gi-Oh Zexal                                   | Droite                                              |                 |        |        |
| 1er octobre 2011–12        | Horizon in the Middle of Nowhere series          | Heidi Augesvarer                                    |                 |        |        |
| 5 avril 2012               | Natsuiro Kiseki                                  | Sœur de Yuka                                        |                 |        |        |
| 5 avril 2012               | Sengoku Collection                               | Toyotomi Hideyoshi                                  |                 |        |        |
| 12 avril 2012              | Eureka Seven AO                                  | Eureka                                              |                 |        |        |
| 14 juillet 2012            | Ebiten: Kōritsu Ebisugawa Kōkō Tenmonbu          | Shōko Ōmori                                         |                 |        |        |
| 8 octobre 2012             | Aikatsu!                                         | Emma Shinjo                                         |                 |        |        |
| 11 octobre 2012            | Robotics;Notes                                   | Frau Koujiro                                        |                 |        |        |
| 18 octobre 2012–13         | The World God Only Knows                         | Tenri Ayukawa                                       |                 |        |        |
| 5 janvier 2013             | Oreshura                                         | Saeko Kiryu                                         |                 |        |        |
| 7 janvier 2013             | Amnesia                                          | Heroine                                             |                 | [ 20 ] |        |
| 7 janvier 2013             | Zettai Karen Children: The Unlimited             | Sophie Grace                                        |                 |        |        |
| 6 juillet 2013             | Fantasista Doll                                  | Komachi Seishou, Tart                               |                 | [ 21 ] |        |
| 12 juillet 2013–16         | Fate/kaleid liner Prisma Illya series            | Miyu Edelfelt                                       |                 | ,      |        |
| 3 octobre 2013             | Nagi-Asu: A Lull in the Sea                      | Akari Shiodome                                      |                 |        |        |
| 5 octobre 2013–14          | Log Horizon                                      | Misa Takayama, Nazuna                               |                 | [ 24 ] |        |
| 7 octobre 2013–15          | Non Non Biyori series                            | Kazuho Miyauchi                                     |                 |        |        |
| 5 avril 2014               | Captain Earth                                    | Rita Hino                                           |                 |        |        |
| 6 avril 2014–16            | Haikyū series                                    | Kiyoko Shimizu                                      |                 | [ 25 ] |        |
| 8 avril 2014               | Soul Eater Not!                                  | Tsubaki Nakatsukasa                                 |                 |        |        |
| 6 juillet 2014             | Mobile Suit Gundam-san                           | Sayla-san                                           |                 |        |        |
| 6 juillet 2014             | Space Dandy                                      | Pau                                                 | Saison 2        |        | [ 26 ] |
| 6 juillet 2014             | Akame ga Kill!                                   | Chelsea                                             |                 |        |        |
| 6 octobre 2014             | When Supernatural Battles Became Commonplace     | Shiharu Satomi                                      |                 | [ 27 ] |        |
| 12 octobre 2014            | Girl Friend Beta                                 | Fumio Murakami                                      |                 | [ 28 ] |        |
| 6 juillet 2015–16          | Snow White with the Red Hair                     | Kiki Seiran                                         |                 | [ 29 ] |        |
| 2 octobre 2015             | K                                                | Douhan Hirasaka                                     |                 | [ 30 ] |        |
| 3 octobre 2015             | Lovely Muco                                      | Shinohara-san                                       |                 | [ 31 ] |        |
| 7 février 2016             | Maho Girls PreCure!                              | Liz                                                 |                 |        |        |
| 3 avril 2016               | My Hero Academia                                 | Tōru Hagakure, Mount Lady                           |                 | ,      |        |
| 3 avril 2016               | Re:Zero -Starting Life in Another World-         | Frederica                                           |                 |        |        |
| 7 avril 2016               | Bungo Stray Dogs                                 | Margaret M.                                         |                 | [ 35 ] |        |
| février 2017               | The Dragon Dentist                               | Arisuga                                             |                 | [ 36 ] |        |
| juillet 2017               | New Game!!                                       | Wako Christina Yamato                               | Eps. 2, 4, 6-7, | [ 37 ] |        |
| juillet 2017               | Dive!!                                           | Kayoko Asaki                                        |                 | [ 38 ] |        |
| juillet 2017               | 18if                                             | Lily                                                |                 | ,      |        |
| janvier 2018               | Junji Ito Collection                             | Yūko, Tamae Mori, Mio Fujii, Lelia, Miyoko Watanabe |                 | [ 41 ] |        |
| janvier 2018               | Pop Team Epic                                    | Pipimi                                              | Épisode 6       | [ 42 ] |        |

### Films d'animation
2017-2019 Eureka Seven Hi-Évolution 
| Année           | Titre                                                             | Rôle           | Remarques                       | Source |
| --------------- | ----------------------------------------------------------------- | -------------- | ------------------------------- | ------ |
| 21 avril 2007   | Inukami! Le Film                                                  | Nadeshiko      |                                 |        |
| 25 avril 2009   | Les psaumes de Planètes Eureka Seven: Poche Pleine d'arcs-en-ciel | Eureka         |                                 |        |
| 17 mars 2012    | Strike Witches: Le Film                                           | Lynette Évêque |                                 | [ 43 ] |
| 12 juillet 2014 | K: Missing Kings                                                  | Dōhan Hirasaka |                                 | [ 44 ] |
| 17 janvier 2015 | Appleseed Alpha                                                   | Nyx            |                                 |        |
| 26 août 2017    | Fate/kaleid liner Prisma Illya: Serment Sous la Neige             | Miyu Sakatsuki | Aussi connu comme Miyu Edelfelt | [ 45 ] |
| 6 août 2022     | One Piece: Red                                                    | Uta            |                                 |        |

### Film en prise de vues réelles
| Année | Titre              | Rôle   | Remarques | Source |
| ----- | ------------------ | ------ | --------- | ------ |
| 2018  | Tsumasaki pas Uchū | Shiori |           | [ 46 ] |

### Dramas
| Année             | Titre                 | Rôle          | Remarques | Source |
| ----------------- | --------------------- | ------------- | --------- | ------ |
| 12 septembre 2007 | Le Qwaser of Stigmata | Tomo Yamanobe |           |        |

### Jeux vidéo
| Année                | Titre                                                            | Rôle                | Remarques                          | Source |
| -------------------- | ---------------------------------------------------------------- | ------------------- | ---------------------------------- | ------ |
| 27 octobre 2005      | Memories Off 5: Togireta Film                                    | Miumi Sawarabi      | PS2                                |        |
| 26 janvier 2006      | Canvas 2: Niji Iro no Sketch                                     | Elis Hosen          | PS1/PS2                            |        |
| 18 mai 2006          | .hack//G.U.                                                      | Shino               | PS2                                |        |
| 23 juin 2006         | Gadget Trial                                                     | Hisoka              | PC                                 |        |
| 22 mars 2007         | Mist of Chaos                                                    | Ruche               | PS3                                |        |
| 21 juin 2007         | Simoun                                                           | Yun                 | PS1 / PS2                          |        |
| 26 juillet 2007      | Everybody's Golf 5                                               | Natsumi             | PS3                                |        |
| 6 septembre 2007     | Another Century's Episode 3: The Final                           | Eureka              | PS1 / PS2                          |        |
| 6 décembre 2007      | Tales of Innocence                                               | Ange Serena         | DS, Also R in 2012                 |        |
| 19 mars 2008         | Armored Core For Answer                                          | Lilium Walcott      | PS3, Xbox 360                      |        |
| 27 mars 2008         | Lux-Pain                                                         | Yamase Louis        | DS                                 |        |
| 27 mars 2008         | Code Geass: Lelouch of the Rebellion: Lost Colors                | Nunnally Lamperouge | PS2, PSP                           |        |
| 17 juillet 2008–09   | Tears to Tiara games                                             | Suiru               | PS3                                |        |
| 24 juillet 2008      | Moetan DS                                                        | Alice Shiratori     | DS                                 |        |
| 28 août 2008–15      | To Love-Ru games                                                 | Yui Kotegawa        |                                    | [ 47 ] |
| 20 novembre 2008     | The Last Remnant                                                 | Irina Sykes         | Xbox 360                           |        |
| 19 mars 2009         | Amagami                                                          | Tsukasa Ayatsuji    | PS2, also Ebikore in 2011 and 2014 |        |
| 28 mai 2009          | Bamboo Blade                                                     | Mei Ogawa           | PSP                                |        |
| 30 juillet 2009      | Puyo Puyo 7                                                      | Draco Centaurus     | DS                                 |        |
| 26 novembre 2009–10  | Strike Witches games                                             | Lynette Bishop      |                                    |        |
| 3 décembre 2009      | Assassin's Creed II                                              | Caterina Sforza     | PS3, Xbox 360                      |        |
| 18 mars 2010         | Crayon Shin-chan silly Daininden recommend! Kasukabe Ninja Team! | Kotri               | DS                                 |        |
| 24 juin 2010         | Atelier Totori: Alchemist of Arland 2                            | Totooria Helmold    | PS3                                |        |
| 15 juillet 2010      | Last Ranker                                                      | Mishi               | PSP                                |        |
| 29 juillet 2010      | GA Geijutsuka Art Design Class Slapstick Wonderland              | Miyabi Omichi       | PSP                                |        |
| 9 décembre 2010      | Assassin's Creed Brotherhood                                     | Caterina Sforza     | PS3, Xbox 360                      |        |
| 10 février 2011      | Tales of the World: Radiant Mythology 3                          | Ange Serena         | PSP                                |        |
| 23 juin 2011         | Atelier Meruru: The Apprentice of Arland                         | Totooria Helmold    | PS3, also Plus in 2013             |        |
| 14 juin 2012         | Root Double: Before Crime*After Days                             | Yuri Kotono         | Xbox 360, PC                       |        |
| 28 juin 2012         | Robotics;Notes                                                   | Frau Kojiro         | PS3, Xbox 360, also Elite 2014     |        |
| 30 août 2012         | Aquapazza                                                        | Suiru               | PS3                                |        |
| 29 octobre 2012      | Girl Friend Beta                                                 | Fumio Murakami      | Android, iOS                       |        |
| 28 mars 2013         | Horizon on the Middle of Nowhere Portable                        | Heidi Ogezavara     | PSP                                |        |
| 30 janvier 2014      | Tournament of the Gods                                           | Client              | DS                                 |        |
| 5 juin 2014          | Persona Q: Shadow of the Labyrinth                               | Rei                 | DS                                 |        |
| 31 juillet 2014      | Fate/kaleid liner Prisma Illya                                   | Miyu                | DS                                 | [ 48 ] |
| 25 septembre 2014–16 | Haikyū games                                                     | Kiyoko Shimizu      | DS                                 |        |
| 9 octobre 2014–15    | Flowers                                                          | Suou Shirahane      | PSP, other                         | [ 49 ] |
| 4 juin 2015–16       | Atelier Rorona: The Alchemist of Arland                          | Totoria Helmold     | DS 2015 edition                    |        |
| 25 juin 2015         | Fire Emblem Fates                                                | Hinoka              | 3DS                                | [ 50 ] |
| 19 novembre 2015     | Girl Friend Note                                                 | Fumio Murakami      | Android, iOS                       |        |
| 29 mars 2016         | NightCry                                                         | Monica              | PC                                 | [ 51 ] |
| 25 août 2016         | Azure Striker Gunvolt 2                                          | Zonda/Pantera       | 3DS, Switch                        | [ 52 ] |
| 2 février 2017       | Fire Emblem Heroes                                               | Hinoka, Nanna       | Android, iOS                       |        |
| mars 2017            | YU-NO: A Girl Who Chants Love at the Bound of this World         | Ayumi Arima         | PSV, PS4 (5pb. remake ver.)        | [ 53 ] |
| mars 2017–18         | Onmyouji                                                         | Oitsukigami         | Android                            |        |
| 28 septembre 2017    | Fire Emblem Warriors                                             | Hinoka              | New Nintendo 3DS, Nintendo Switch  |        |